# Свияжский уезд
Свия́жский уе́зд — административно-территориальная единица в составе Русского государства. С 1708 года в составе Казанской губернии. Уездный город — Свияжск.

## История

### 1568—1708
Свияжский уезд был сформирован на территории бывшего Казанского ханства, представлявшей собой отдельную область — Горную сторону. Свияжский уезд был образован в 1568 году (7076). Представители татарской знати продолжали выполнять определённые функции управления над местным населением на протяжении второй половины XVI — начала XVII века. Татарская знать Свияжского уезда стала частью служилого сословия Русского государства.
Свияжский уезд делился на административно-территориальные единицы — сотни. Они носили названия от имён служилых князей. 
В 1708 году уезд был упразднён, а город Свияжск отнесён к Казанской губернии. В 1719 году, при разделении губерний на провинции по указу Петра I «Об устройстве губерний и об определении в оныя правителей», Свияжск был отнесён к Свияжской провинции Казанской губернии.

### После 1727
В 1727 году Свияжский уезд в составе Свияжской провинции был восстановлен. В состав Свияжской провинции, существовавшей с 1719 по 1775 год, входили Свияжский, Чебоксарский, Цивильский, Козьмодемьянский, Кокшайский и Царевококшайский уезды.

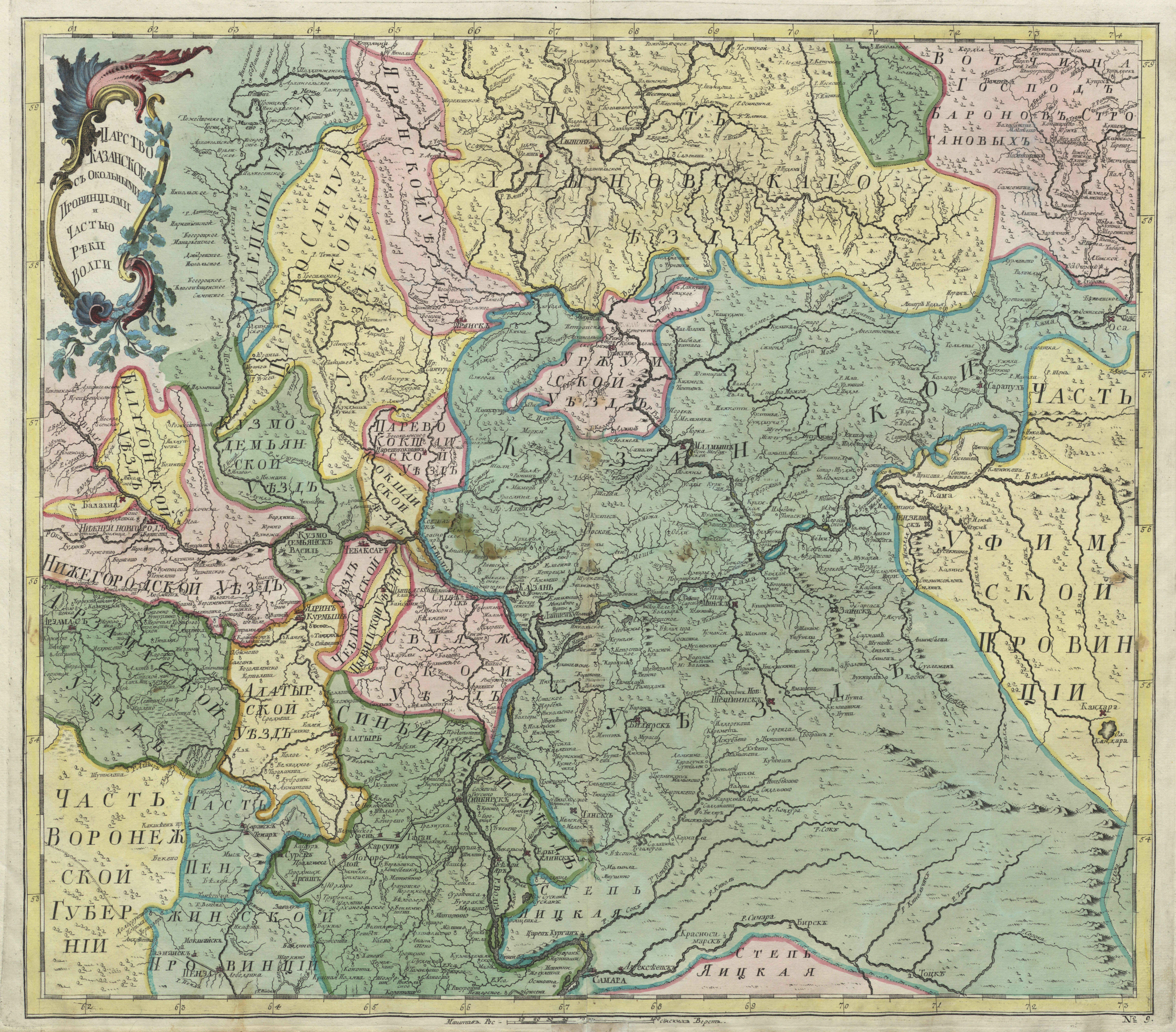
Свияжский уезд, на карте 1745 года

В XVII—XVIII веках (до 1781) Свияжский уезд включал в себя большую часть восточной и юго-восточной территории современной Чувашской Республики и значительную часть правобережной территории современной Республики Татарстан. .
В 1781 году Казанская губерния стала именоваться Казанским наместничеством, а в 1796 году оно вновь стало Казанской губернией. В 1781 году Свияжский уезд был разукрупнён: земли, ныне входящие в состав Чувашской Республики, были переданы в Чебоксарский, Цивильский и Тетюшский уезды Казанской губернии и, частично, во вновь созданный Буинский уезд Симбирской губернии.
К 1917 году к современной территории Чувашии из Свияжского уезда относились только несколько селений Ширданской волости. В 1920 году Свияжский уезд был упразднён, его территория вошла в состав Свияжского кантона Татарской АССР.

## Административное деление
Административно-территориальное деление до реформы 1781г.
Согласно дореформенному административно-территориальному делению в Свияжском уезде вплоть до конца XVIII века существовали сотни. Князья, от чьих имён назывались административные единицы, обладали властными полномочиями в пределах своих сотен. Князья Свияжского уезда обладали функциями судебной и административной власти. В уезд входило десять чувашских волостей и четыре татарские сотни, в которых было несколько чувашских деревень.
Волости:
- Хозесанская
- Утинская
- Темешевская
- Шигалеевская
- Аринская
- Карамамеевская
- Айбечевская
- Яльчикская
- Андреевская
- Чекурская

Сотни:
- Князь-Аклычева
- Князь-Ишеева
- Князь-Темеева
- Князь-Байбулатова

Административно-территориальное деление после реформы 1781г.
В 1913 году в уезде было 11 волостей:
- Азелеевская (центр — д. Русские Азелеи),
- Верхне-Услонская (центр — с. Верхний Услон),
- Ивановская,
- Клянчинская,
- Косяковская,
- Кушманская (центр — д. Большие Кушмани),
- Ташевская,
- Теньковская,
- Ульянковская,
- Ширданская (центр — с. Ширданы),
- Юматовская (центр — с. Юматово).

## Население
По данным переписи 1897 года в уезде проживало 126 603 человека. В том числе русские — 68,6 %, татары — 29,9 %, чуваши — 1,5 % (нет ссылки на данные). В уездном городе Свияжске проживало 2365 человек.

## Известные уроженцы Свияжского уезда
- Ваисов, Багаутдин (1810—1893) — родоначальник идей булгаризма, организатор и лидер ваисовского движения.
- Гимади, Хайри (1912—1961) — историк, кандидат исторических наук.
- Шамов, Афзал Шигабутдинович (1901—1990) — один из зачинателей татарской советской литературы.
- Майоров, Илья Андреевич (1890—1941) —  член ВЦИК третьего созыва, заместитель наркома земледелия РСФСР.